# Entomophthora calliphorae
Entomophthora calliphorae är en svampart som beskrevs av Giard 1879. Entomophthora calliphorae ingår i släktet Entomophthora och familjen Entomophthoraceae.   Inga underarter finns listade i Catalogue of Life.